# Småland

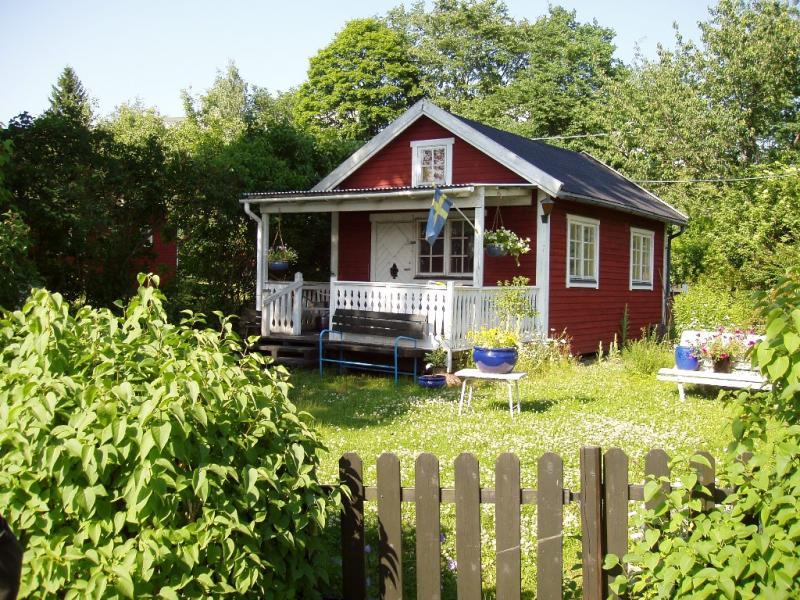
Casa típica

A Småland ( PRONÚNCIA), raramente Esmolândia , Esmalândia ou Esmalanda  (em latim: Smolandia, Smalandia, Gothia meridionalis), é uma província histórica da Suécia.  
Está situada na região histórica da Gotalândia, no sul do país, sendo banhada a leste pelo mar Báltico. 

É a terceira maior província do país, ocupando 7% da área total da Suécia, com uma população atingindo os 780 489 habitantes (2023). Está limitada a sul pelas províncias de Blekinge e Escânia, a oeste pela Halland e Västergötland, a norte pela Östergötland e a leste pelo mar Báltico.

É uma província conhecida pelas suas enormes florestas e pela sua fraca agricultura, povoada por homens e mulheres empreendedores, engenhosos e rijos. 
Como província histórica, a Småland não possui funções administrativas, nem significado político, mas está diariamente presente nos mais variados contextos, como por exemplo em Smålandsposten (lit. Correio da Småland),  Smålands Seglarförbund (lit. Federação regional de vela da Småland) e Smålands Maskintjänst  (lit. Empresa de serviços metalo-mecânicos da Småland).

## Etimologia e uso
O nome geográfico Småland significa literalmente "pequenas terras", uma designacão coletiva dos pequenos "países" (små land) medievais, localizados entre os territórios habitadas pelos Gotas – sobretudo a Östergötland - e os territórios da Dinamarca. São referidos como Smalandiis em 1240 e Smalandum em 1280.Foi só no século XVII – com a criação do Condado da Småland (Smålands län) - que a Småland adquiriu uma identidade regional em termos políticos e administrativos, em sintonia com uma unidade geográfica em termos de província histórica. Pouco tempo depois, foram instituídos os atuais condados de Jönköping, Kalmar e Kronoberg.
Em latim, aparece como Smolandia, Smalandia, Gothia meridionalis, Gothia australis.
Em textos em português costuma ser usada a forma original Småland, ocasionalmente grafada Smaland por adaptação tipográfica.

| “ | Småland é a terceira maior província da Suécia, situada no sul do país... | ” |

## A província histórica e os condados atuais
A província da Småland é atualmente ocupada por três condados - Jönköping, Kalmar e Kronoberg, que perfazem quase por completo toda a área da província. Áreas menores da Småland também estão situadas nos condados de Halland e Västra Götaland.

A província histórica da Småland (Småland)
O condado de Jönköping (Jönköpings län)
O condado de Kalmar (Kalmar län)
O condado de Kronoberg (Kronobergs län)

## História

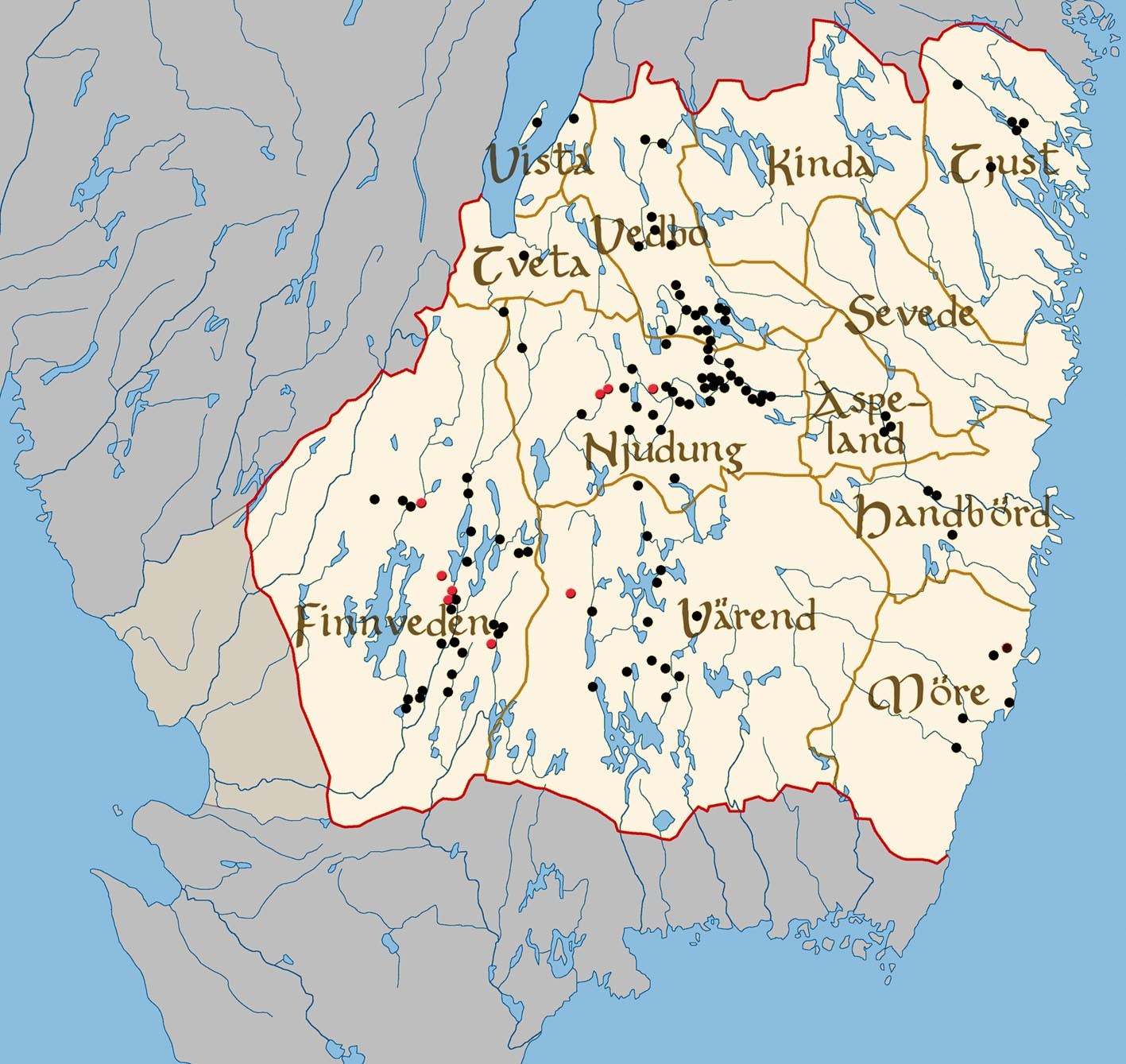
Mapa da Småland na Era Viquingue

Existem vestígios de povoamento da região desde 6 000 a.C.. Na Era Viquingue e no início da Idade Média, a futura província histórica era constituída por 12 "pequenas terras" autónomas (små land), uma espécie de pequenas províncias históricas antigas (folclândia), localizadas nesta área situada entre os territórios dos Gautas e os territórios da Dinamarca; eram elas: Verêndia, Moria, Finuídia, Asbolândia, Niudúngia, Quindia, Tiúscia, Tueta, Sevede, Handborda, Ídria, Vedbo e Vista. Palco de numerosas disputas militares entre Gautas e Dinamarqueses, e mais tarde entre Suecos e Dinamarqueses, acabou por ser formalmente identificada como parte da Suécia por volta do século XI, talvez como está mencionado num primeiro tratado assinado pelo rei sueco Emundo, o Velho e pelo rei da Dinamarca. No século XVI, foi avassalada por uma rebelião campesina contra o rei Gustavo Vasa – a Dackefejden – com contornos de autêntica guerra civil. No século XIX, a pobreza crítica da região levou à emigração de 200 000 pessoas para os Estados Unidos.

### Heráldica

O brasão de armas foi apresentado em 1569 por ocasião da coroacão do rei João III. Mostra um leão em pé segurando uma besta, sobre um fundo dourado.

## Geografia

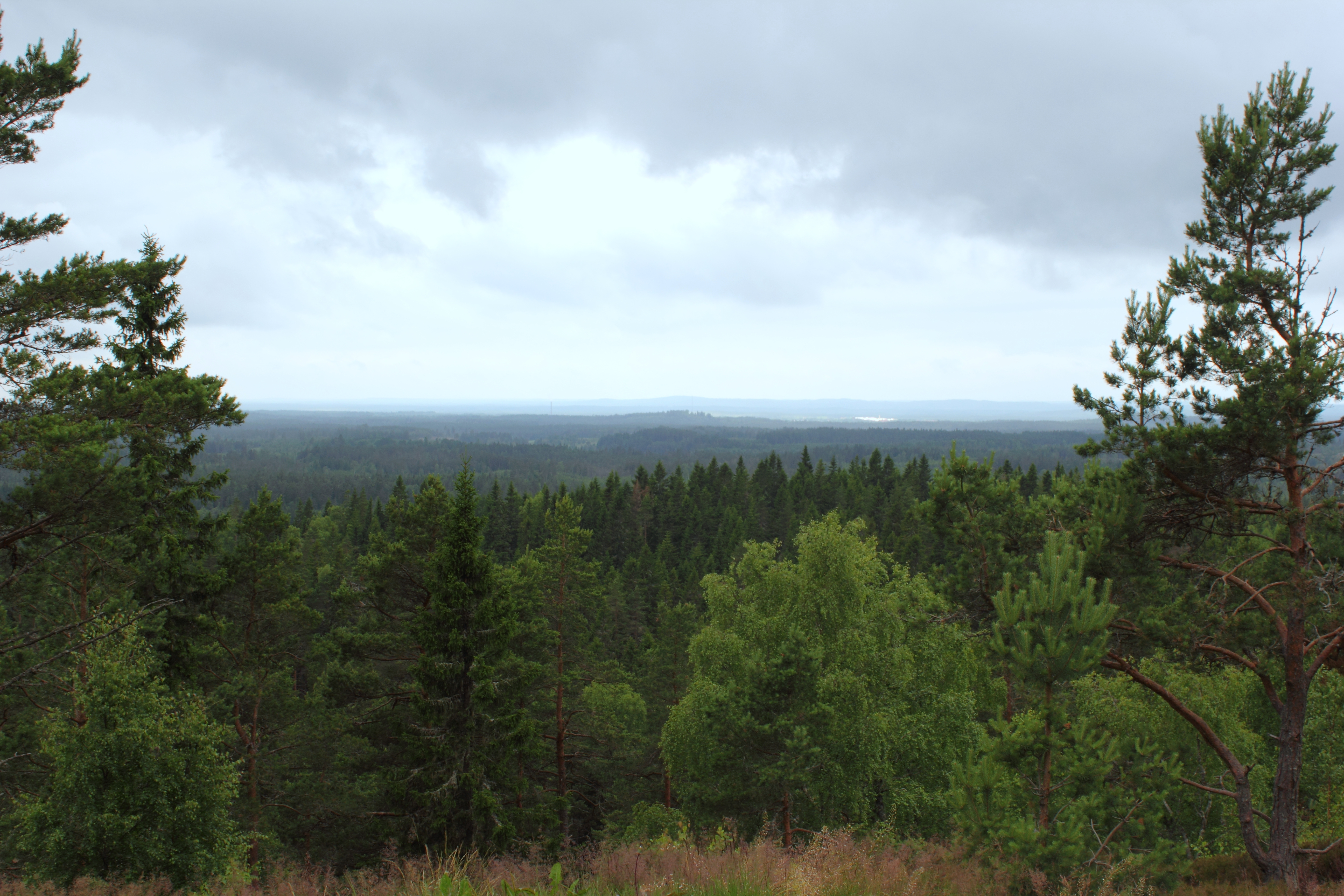
As grandes florestas da Småland.

A Småland é a maior província histórica da região histórica da Gotalândia. Ocupa maioritariamente o Planalto do Sul da Suécia (Sydsvenska höglandet), com um terreno por vezes ondulado mas em geral baixo e relativamente plano. Está salpicada por numerosos lagos e coberta por enormes florestas de pinheiros, onde abundam alces, corças e veados. Tem pouca agricultura, devido à fraca qualidade das suas terras.  
Tem um clima continental, com acentuadas variações de temperatura e invernos com muita neve.
| - Limites: Norte – Östergötland, Leste – Mar Báltico, Sul – Escânia e Blekinge, Oeste – Västergötland e Halland - Condados: Jönköping, Kronoberg, Kalmar - Montanhas - Tomtabacken (377 m) - Rios - EmånLaganNissan - Lagos - VeterBolmenÅsnen - Ilhas - Visingsö - Cidades - Ionecopinga (Jönköping)VäxjöKalmarVästervikVärnamoOskarshamnNässjöLjungbyTranåsVetlandaNybroGislaved |

### Maiores cidades
As maiores cidades da Småland são Jönköping, Växjö e Kalmar.

| Nr | Cidade     | População (2015) |
| -- | ---------- | ---------------- |
| 1  | Jönköping  | 93 797           |
| 2  | Växjö      | 65 383           |
| 3  | Kalmar     | 38 408           |
| 4  | Västervik  | 21 178           |
| 5  | Värnamo    | 19 061           |
| 6  | Oskarshamn | 18 287           |
| 7  | Nässjö     | 17 719           |
| 8  | Ljungby    | 15 785           |
| 9  | Tranås     | 14 550           |
| 10 | Vetlanda   | 13 430           |
| 11 | Nybro      | 13 039           |
| 12 | Gislaved   | 10 180           |
| 13 | Eksjö      | 10 157           |

## Economia
As grandes florestas deram origem a uma indústria da madeira e do papel. No chamado Reino do Vidro (Glasriket) existem umas 15 fábricas de vidro. Típico da província são as numerosas pequenas empresas e indústrias, por exemplo na área de Gnosjö (Gnosjö). Hoje em dia existe ainda uma considerável indústria metalo-mecânica.

## Comunicações

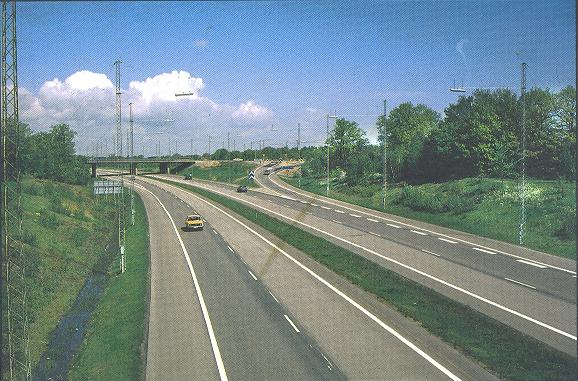
A estrada E22 em Kalmar.

A província da Småland é atravessada de norte a sul por duas estradas europeias - a E22, seguindo a orla costeira desde Blekinge até à Östergötland, e passando pelas cidades de Kalmar, Oskarshamn e Västervik, e a  E4, seguindo o lado ocidental desde a Escânia até à Östergötland, e passando pelas cidades de Värnamo e Jönköping.

Várias linhas férreas atravessam a província, entre as quais a Linha do Sul passando por Älmhult e Nässjö, e a Linha de Costa a Costa, passando por Värnamo, Växjö e terminando em Kalmar.

Entre os aeroportos locais, têm destaque o aeroporto regional de Kalmar-Öland, e os aeroportos internacionais de Växjö-Kronoberg e Jönköping.

Os principais portos de mercadorias estão localizados em Västervik e Oskarshamn. Entre os numerosos portos de recreio ressaltam os portos de Kalmar, Västervik e Bergkvara no Mar Báltico, e Jönköping e Gränna no lago Vättern.

## Património histórico, cultural e turístico
Alguns pontos turísticos mais procurados atualmente são:

- Castelo de Kalmar
- Blå Jungfrun (Ilha do Mar Báltico)
- Museu regional de Jönköping (Jönköpings läns museum)
- Museu Regional de Kalmar (Kalmar läns museum)
- Museu da Småland – Museu do Vidro da Suécia (Smålands museum – Sveriges glasmuseum)
- Mundo de Astrid Lindgren (Astrid Lindgrens Värld), Vimmerby
- Igreja de Dädesjö
- Reino do Vidro (Glasriket), Växjö-Kalmar
- Casa dos Emigrantes (Utvandrarnas Hus) [42]

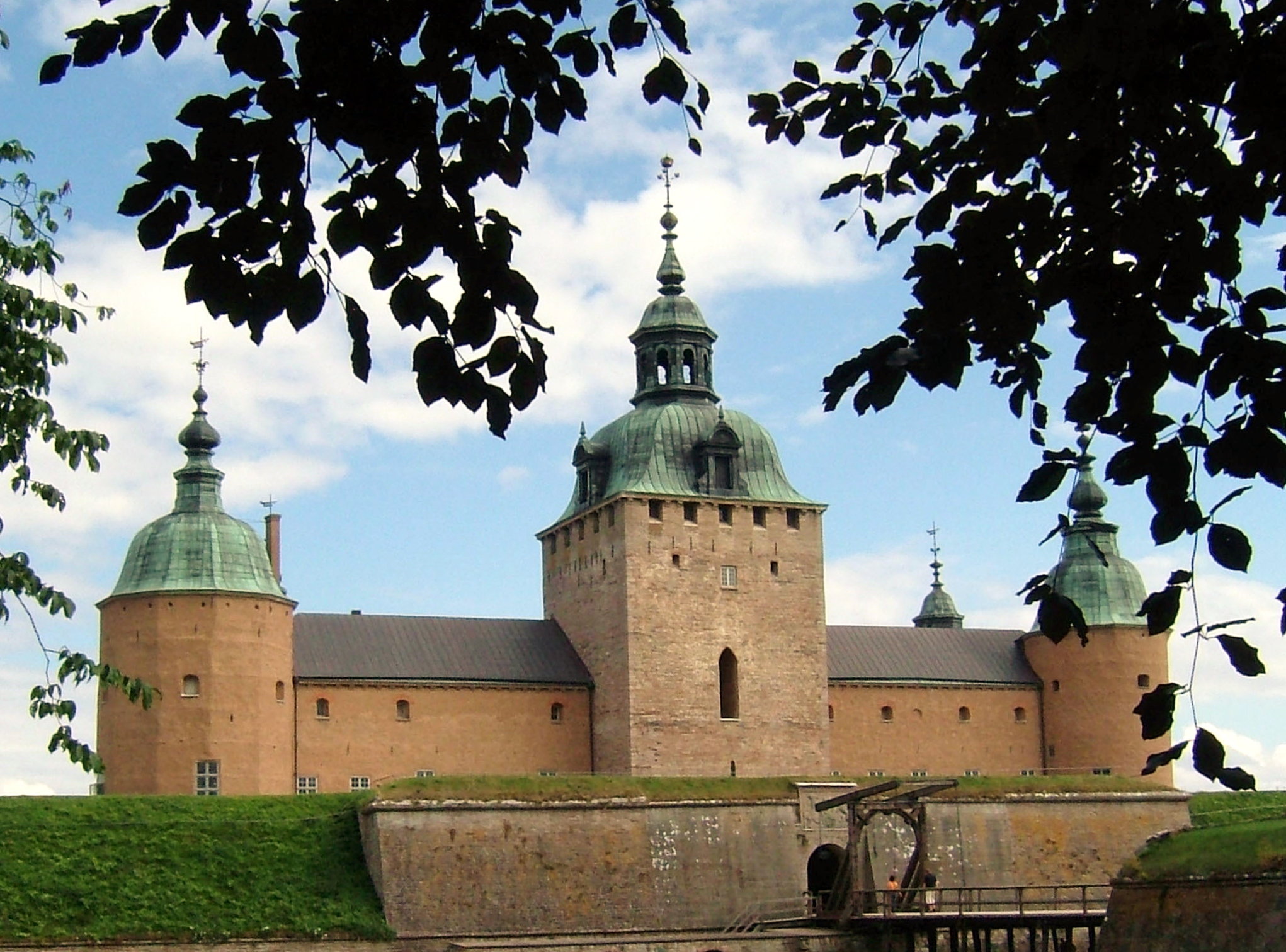
O Castelo de Kalmar
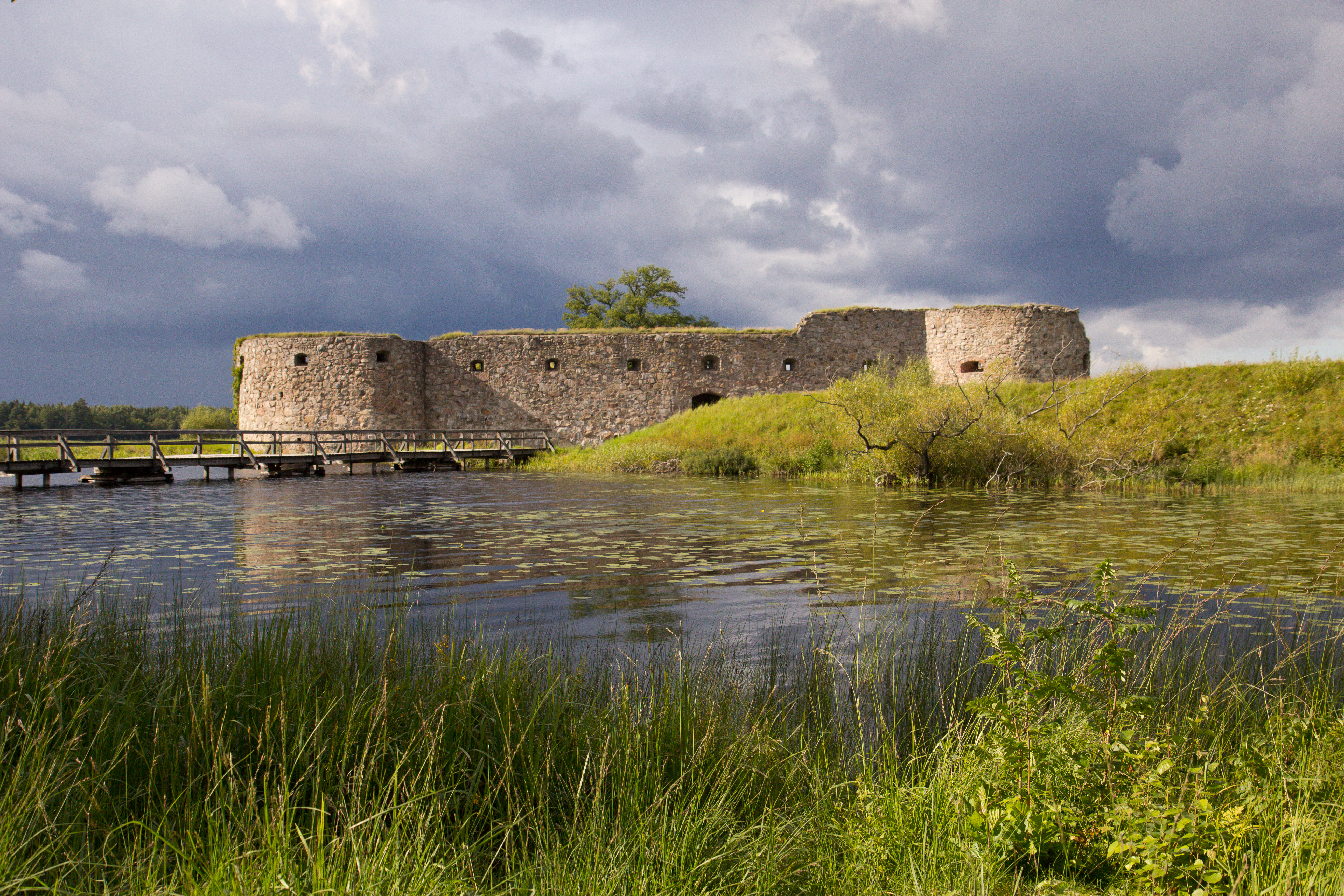
O Castelo de Kronoberg
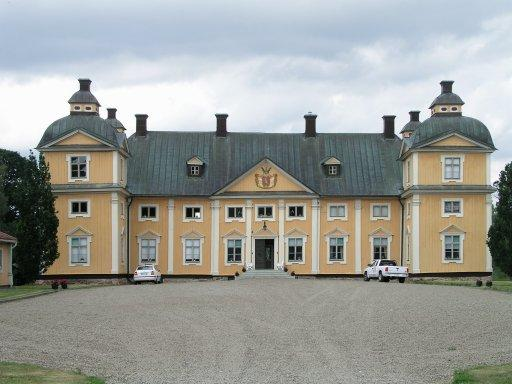
O Palácio de Gripenberg
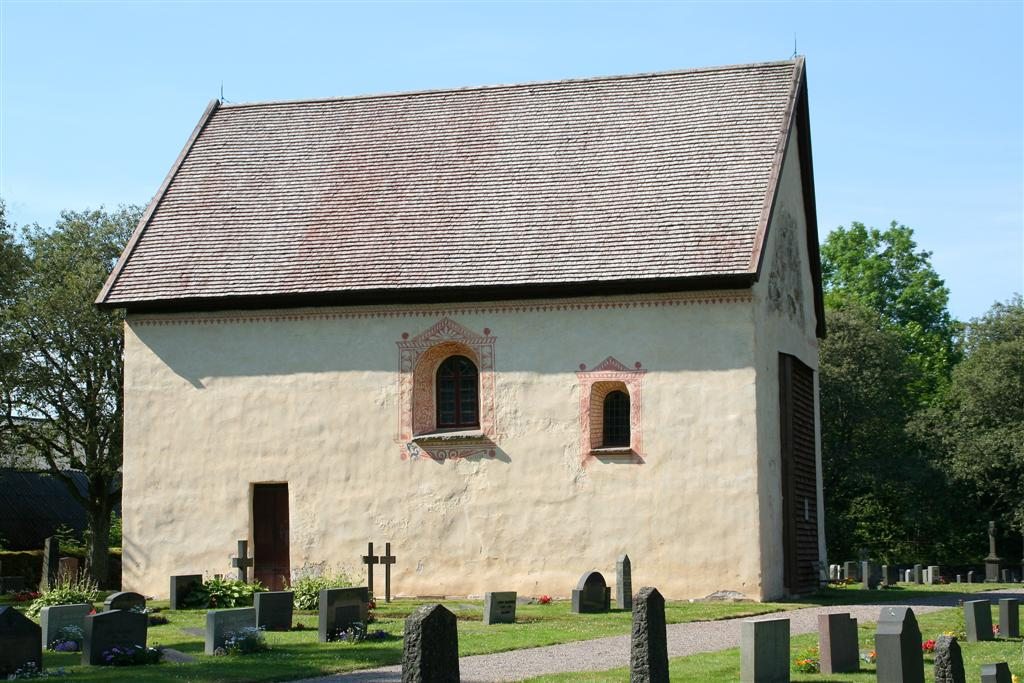
A igreja velha de Dädesjö
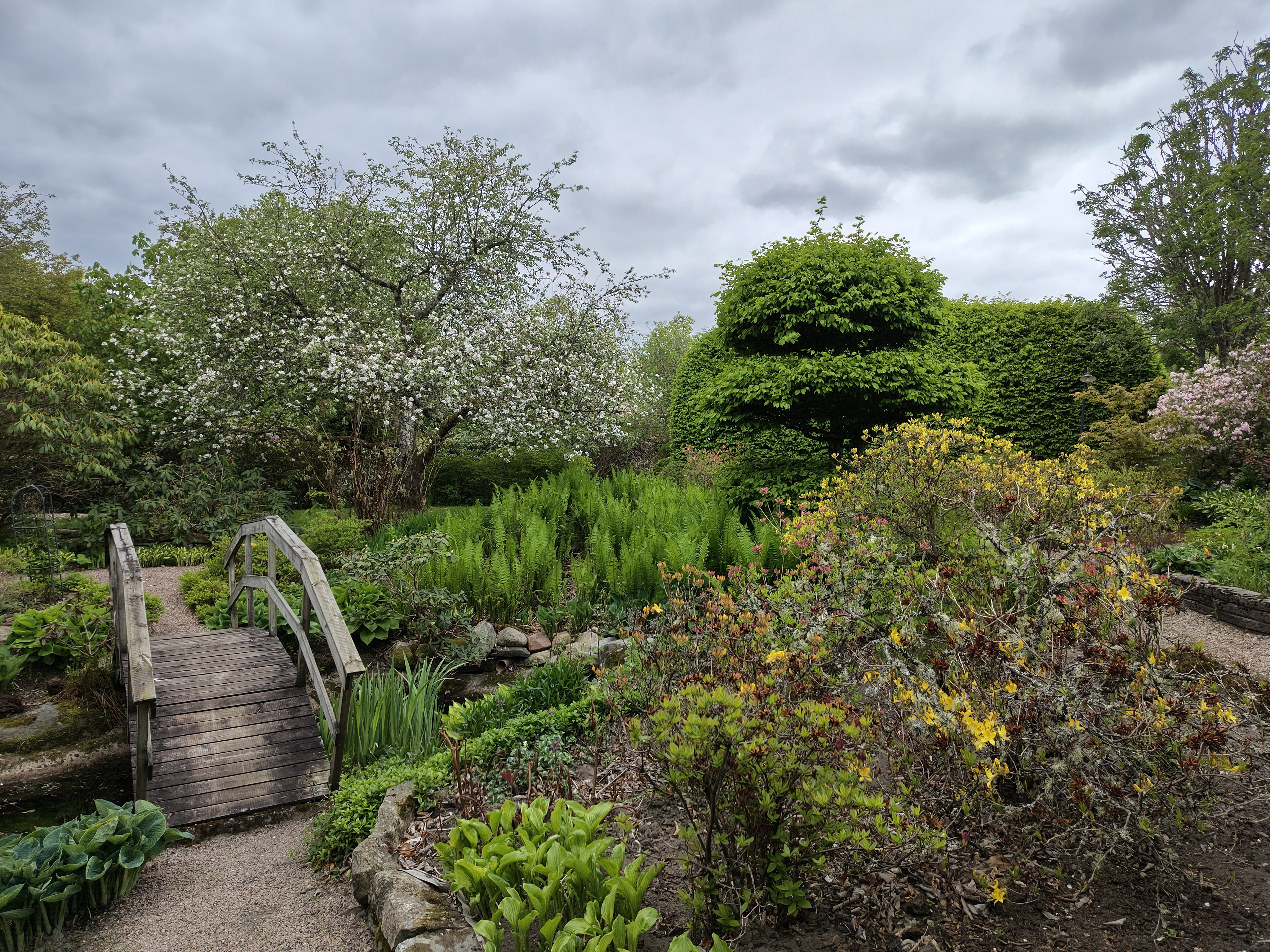
Kärrhults Gård, um jardim botânico em Småland
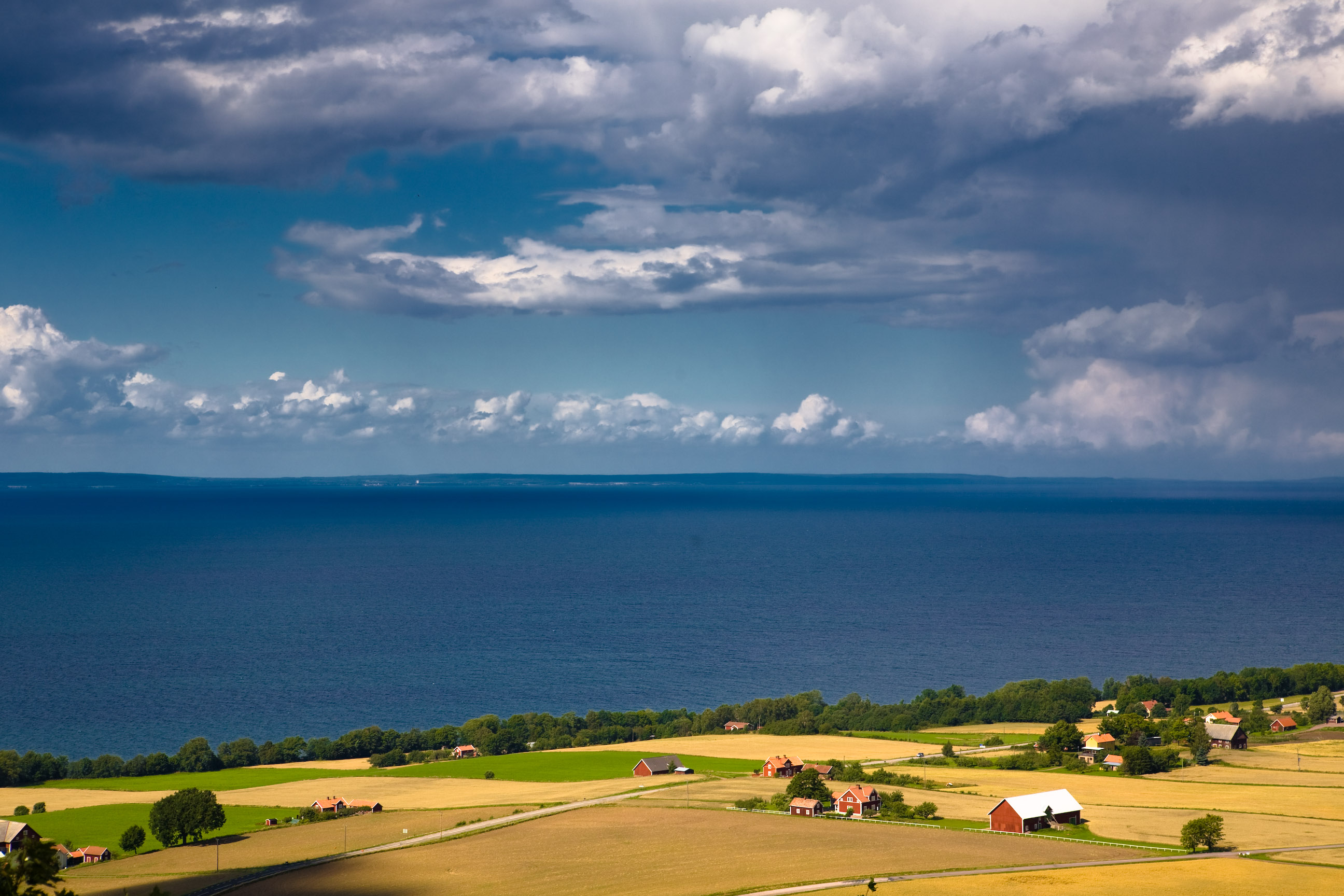
Vättern, o segundo maior lago da UE

## Personalidades ligadas à província
- Astrid Lindgren
- Ingvar Kamprad
- Gideon Sundbäck
- Carlos Lineu
- Ivar Kreuger
- Esaias Tegnér
- Vilhelm Moberg
- Lena Philipsson